# Europauditorium
Il teatro EuropAuditorium (abbreviato in TEA) è un teatro di Bologna, sito in Piazza Costituzione 4, il più grande dell'Emilia-Romagna.
È collocato nella sala Europa del Palazzo della cultura e congressi, una struttura polivalente di proprietà del comune di Bologna e gestita dalla Bologna Congressi s.p.a., divenuta un luogo per spettacoli teatrali ad opera degli impresari Alberto e Sergio Vernassa, che vollero replicare a Bologna il modello del Teatro Sistina di Roma.
Nell'aprile del 1975 fu inaugurato con lo spettacolo Aggiungi un posto a tavola di Garinei e Giovannini. Negli anni novanta cambiò nome in Teatro EuropAuditorium - Palacongressi ed è stato sempre gestito dalla famiglia Vernassa: ai fratelli fondatori sono seguiti i loro figli, attraverso la ditta December Sevens Duemila s.r.l.

## Sala

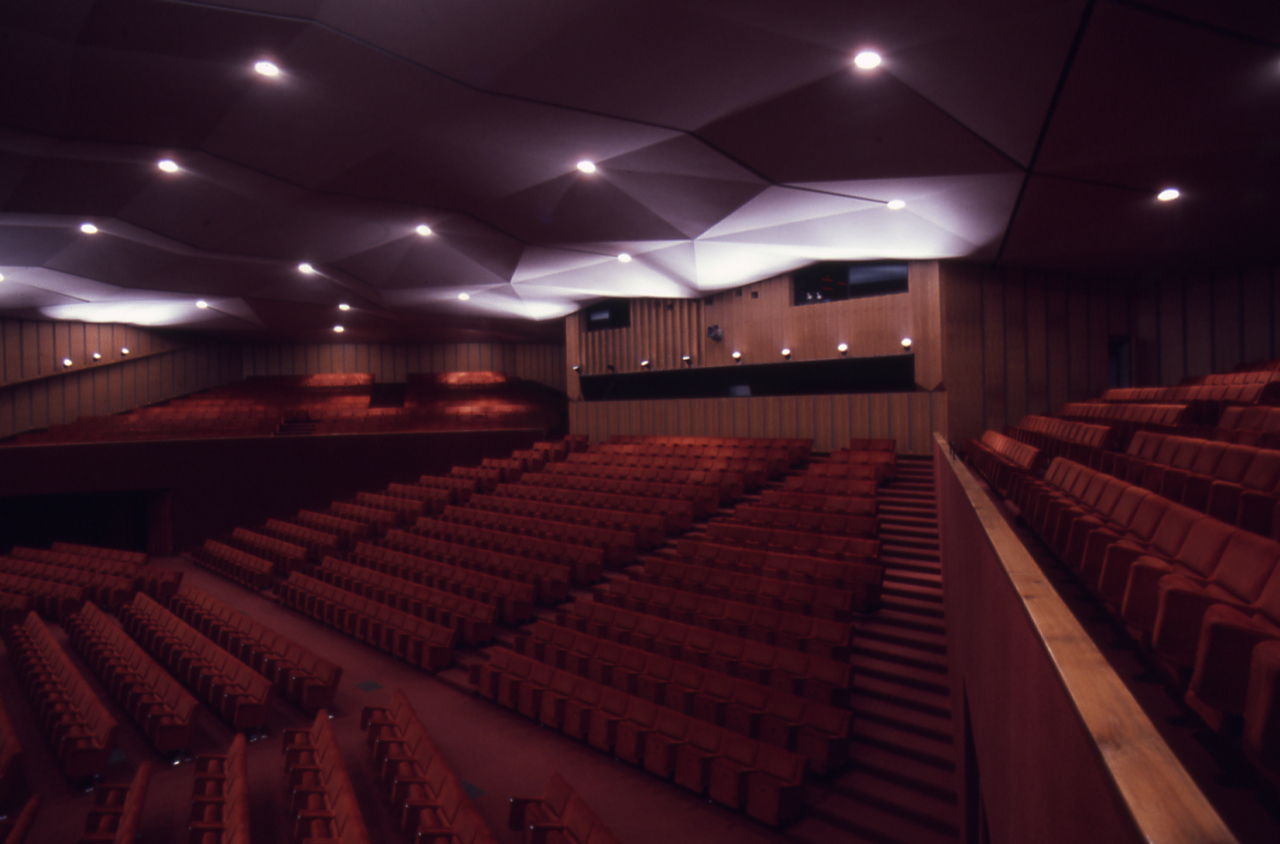
La sala nel 1976, poco dopo la sua inaugurazione. Foto di Paolo Monti.

La sala si trova nel Palazzo della cultura e dei congressi, edificio nel quartiere fieristico, progettato dall'architetto Melchiorre Bega e inaugurato nel 1975.
Ha una capienza di 1.700 posti disposti a ventaglio, distinti nei settori di platea 1166 posti e due balconate con 519 posti totali.
Il palcoscenico ha una profondità di 14 m e una larghezza di 36 m, per un'altezza di 15 m. È dotato di un proscenio profondo 4 m e di un sipario tagliafuoco e di un tradizionale sipario in velluto color oro. Il boccascena è largo 21 m per un'altezza di 7 m.

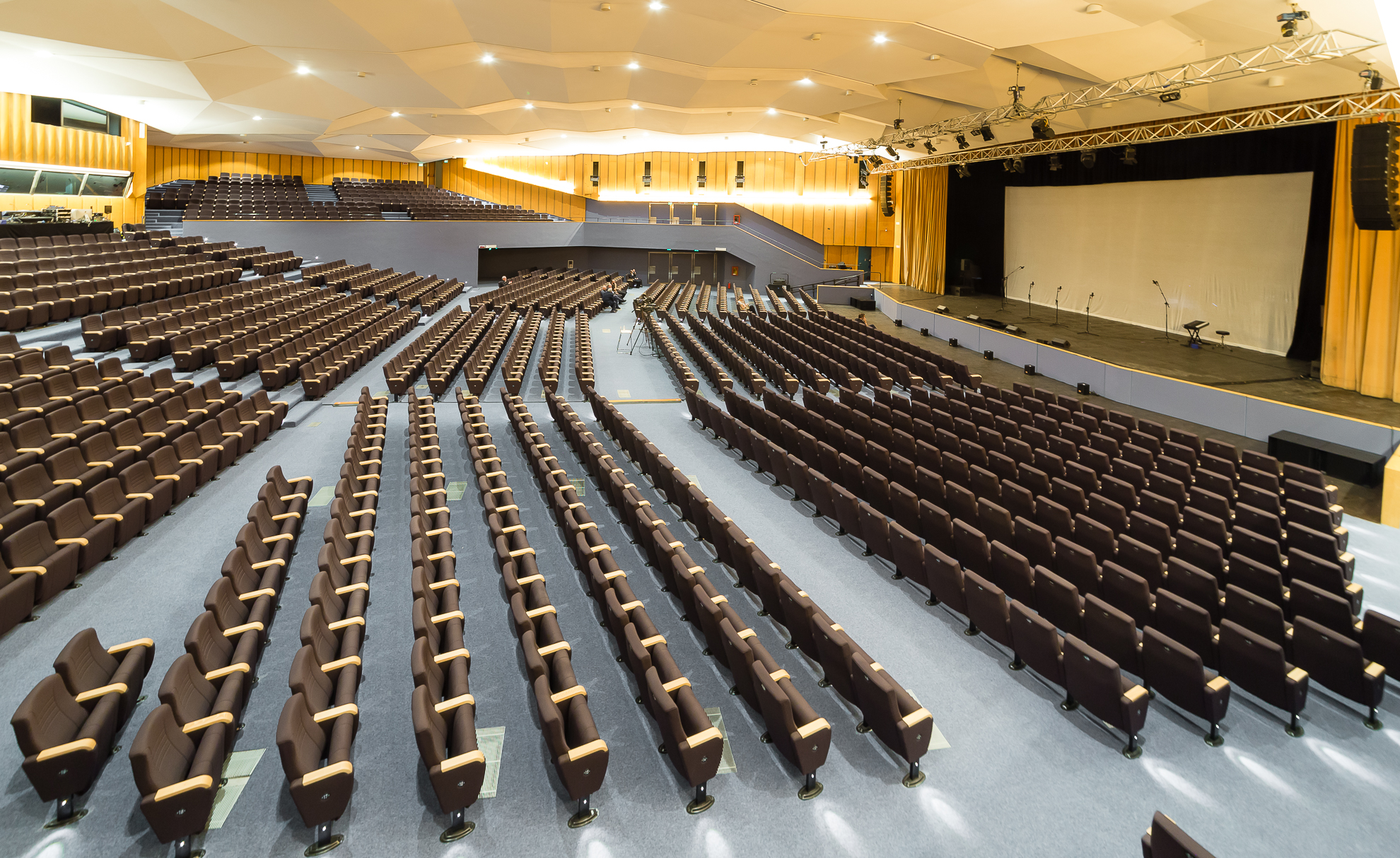
Teatro EuropAuditorium sala a 1700 posti

È presente un foyer con bar e i servizi.

## Programmazione
Il teatro ospita spettacoli di largo richiamo: musical (Jesus Christ Superstar, Grease, Footlose, Vacanze romane, Fame, Un Americano a Parigi, Sette spose per sette fratelli, La febbre del sabato sera, Pinocchio, Peter Pan, Cats, A Chorus line), prosa brillante e recital di artisti come Alighiero Noschese, Vittorio Gassman, Gino Bramieri, Enrico Montesano, Gigi Proietti, Giorgio Albertazzi, Christian De Sica, Bice Valori, Loretta Goggi, Mariangela Melato, Sabrina Ferilli.
Agli spettacoli teatrali si aggiungono quelli di danza classica e moderna (con Raffaele Pagani, Giuseppe Picone, il Balletto Bol'šoj, Roberto Bolle, Antonio Márquez, Momix, Cirque Eloize, il Balletto del Sud) e concerti di musica leggera italiana e straniera (con Barry White, Massimo Ranieri, Lucio Dalla, Roberto Vecchioni, Negramaro, Dionne Warwick, Paolo Conte, Franco Battiato, Luca Carboni, Fiorella Mannoia, Ornella Vanoni, Patty Pravo, Elisa e il Buena Vista Social Club).
Nella stagione 2007-2008 sono stati ospitati 24 tra spettacoli e concerti per un totale di 64 recite nell'anno con un'affluenza media per singola replica di 1.126 spettatori e con un numero di 1.383  abbonati su due turni e un'occupazionalità della capienza ricettiva della sala dell'83%. (Dati AGIS-Giornale dello Spettacolo). Nella stagione successiva l'evento di maggior spicco, la prima mondiale dello spettacolo Bothanica dei Momix, con coreografie di Moses Pendleton, nelle sue 7 repliche ha avuto un'affluenza di più di 9.000 spettatori. Sono stati ospitati 26 tra spettacoli e concerti per un totale di 62 recite all'anno con un'affluenza media per singola replica di 1.124 spettatori.